# Paseka Mako
Paseka Mako est un footballeur international sud-africain né le 1er avril 1994 dans la province du Limpopo. Il évolue au poste de défenseur avec les Orlando Pirates.

## Biographie

### En club

#### Cape Town All Stars
Il commence sa carrière professionnelle à Cape Town All Stars en 2015, le club évolue alors en National First Division. Il fait ses débuts le 22 août 2015 lors d'une victoire 2-0 contre Moroka Swallows. Il marque son premier but le 28 octobre 2015 contre Ubuntu Cape Town (victoire 2-1). Il prend part à 29 rencontres sur 30 possibles lors de cette saison et ses bonnes performances attirent l'attention des clubs de l'élite.

#### Mamelodi Sundowns
En mai 2016, il rejoint Chippa United. Il fait ses débuts sous ses nouvelles couleurs le 21 octobre 2016 en Telkom Knockout contre Highlands Park (défaite 2-0). Il joue son premier match en Absa Premiership le 1er novembre 2016 face à Bidvest Wits (défaite 1-0). Il marque son unique but le 29 avril 2014 lors d'une défaite 2-1 contre Orlando Pirates. Pour sa première saison dans l'élite, il dispute 24 rencontres et participe au maitien, de justesse, de son équipe.
Lors de sa deuxième saison, il ne rate que deux matchs de championnat et le club termine au milieu du classement.

#### Orlando Pirates
En juin 2018, il s'engage avec Orlando Pirates. Il fait ses débuts sous ses nouvelles couleurs le 4 août 2018, contre Highlands Park (1-1). Le 15 décembre 2018, il participe à son premier match de Ligue des champions de la CAF lors d'un match nul 0-0 contre African Stars. Il atteint également la finale du Telkom Knockout mais s'incline aux tirs au but contre Baroka (2-2 5-4). Sa première partie de saison est satisfaisante mais la seconde l'est beaucoup moins puisqu'il ne joue plus à partir de février.
Le 18 janvier 2020, il marque son premier but à l'occasion d'une victoire 3-1 face à Highlands Park.

### En sélection
Il participe à la Coupe d'Afrique des nations des moins de 23 ans 2015 avec l'équipe d'Afrique du Sud olympique. Il ne joue qu'une seule rencontre, un match de poule face au Sénégal. L'Afrique du Sud se classe troisième du tournoi, en battant le Sénégal lors de la "petite finale".
Il honore sa première sélection en équipe d'Afrique du Sud le 5 juin 2018, lors de la Coupe COSAFA 2018 contre la Namibie (victoire 4-1).

## Palmarès
| Orlando Pirates - Championnat d'Afrique du Sud : - Vice-champion : 2017-18. - Telkom Knockout : - Finaliste : 2018. |  | Afrique du Sud olympique - Coupe d'Afrique des nations -23 ans (1) : - 3e : 2015. |